# Канчелоника (Беневенто)
Канчелоника је насеље у Италији у округу Беневенто, региону Кампанија.
Према процени из 2011. у насељу је живело 227 становника. Насеље се налази на надморској висини од 203 м.